# Hennediella antarctica
Hennediella antarctica (Ångstr.) Ochyra & Matteri, 1996 è un muschio della famiglia Pottiaceae, con areale subantartico-antartico.